# Куза-Воде (комуна, Галац)
Куза-Воде (рум. Cuza Vodă) — комуна у повіті Галац в Румунії. До складу комуни входить єдине село Куза-Воде.
Комуна розташована на відстані 185 км на північний схід від Бухареста, 26 км на північний захід від Галаца.

## Населення
У 2009 року у комуні проживали 3240 осіб.

## Зовнішні посилання
- Дані про комуну Куза-Воде на сайті Ghidul Primăriilor [Архівовано 8 жовтня 2012 у Wayback Machine.]